# Liste der Monuments historiques in Bacouël
Die Liste der Monuments historiques in Bacouël führt die Monuments historiques in der französischen Gemeinde Bacouël auf.

## Liste der Objekte
| Bezeichnung                                                                                        | Beschreibung                       | Standort              | Kennzeichnung | Schutzstatus | Datum | Bild |
| -------------------------------------------------------------------------------------------------- | ---------------------------------- | --------------------- | ------------- | ------------ | ----- | ---- |
| Skulptur Enfants dans le saloir (Kinder im Salzfass, siehe Legende des heiligen Nikolaus von Myra) | Holz, bemalt, 16./17. Jahrhunderts | in der Kirche St-Éloi | PM60003924    | Inscrit      | 1989  |      |